# Michael Sullmann
Michael Peter Sullmann Pilser (Bolzano, 23 aprile 1993) è un hockeista su ghiaccio italiano, milita come attaccante nell'Hockey Pergine, squadra della Italian Hockey League.
Anche il fratello maggiore Alexander è un giocatore di hockey su ghiaccio.

## Carriera

### Club
Michael Sullmann crebbe nelle giovanili dell'Egna, con una parentesi negli Stati Uniti d'America, in cui giocò a livello di college con una delle due squadre dell'Athol Murray College of Notre Dame. L'esordio in prima squadra avvenne nella parte finale del campionato 2010-2011, in Serie A2.
Con l'Egna disputò i successivi tre campionati di seconda serie, mentre nella stagione 2013-2014 la squadra partecipò all'Inter-National-League, vincendola.
Con la riforma dei campionati del 2014, l'Egna venne iscritto alla massima serie. A seguito delle buone prestazioni con le Oche Selvagge (38 presenze e 27 punti frutto di 12 reti e 15 assist), l'Hockey Club Bolzano, squadra della EBEL, nel febbraio 2015, ottenne il prestito del giocatore fino al termine della stagione. Una volta che i bolzanini vennero eliminati dai play-off, Sullmann è passato, sempre in prestito, all'AurOra Frogs con cui ha disputato i play-off di serie B.
Ritornato all'Egna, vi rimase fino al 30 gennaio del 2018, disputando una stagione in Serie B ed una e mezzo in Alps Hockey League. Quindi passò all'Hockey Club Merano, che militava in Italian Hockey League e con cui raggiunse la finale, persa contro l'Appiano.
Per la stagione 2018-2019 fece ritorno in Alps Hockey League, con la maglia dell'Hockey Club Gherdëina. La stagione fu positiva per il giocatore, tanto che la squadra ladina decise di confermarlo anche per quella successiva, terminata anticipatamente a causa della pandemia di COVID-19. Gli venne prolungato il contratto anche per la stagione 2020-2021, per la stagione 2021-2022 e per la stagione 2022-2023.
Sullmann lasciò la squadra ladina dopo cinque stagioni, per fare ritorno in Bassa Atesina nella squadra erede dell'Egna, l'Hockey Unterland Cavaliers.
Dopo due stagioni è sceso di categoria per disputare la seconda serie con la maglia dell'Hockey Pergine.

### Nazionale
Sullmann, dopo aver disputato tre mondiali giovanili (un mondiale under-18 e due under-20), nel corso della stagione 2014-2015 raccolse le sue prime presenze in Nazionale maggiore.

## Palmarès

### Club
- Inter-National-League: 1

Egna: 2013-2014